# Oak Forest (Illinois)
Oak Forest [oʊk ˈfɔrɪst] ist eine Stadt im Cook County im Nordosten des amerikanischen Bundesstaates Illinois. Das Zentrum von Chicago, zu dessen Metropolregion Oak Forest gehört, befindet sich 30 Kilometer nördlich der Stadt, die komplett von besiedeltem Gebiet umgeben ist. Das U.S. Census Bureau hat bei der Volkszählung 2020 eine Einwohnerzahl von 27.478 ermittelt.

## Geschichte

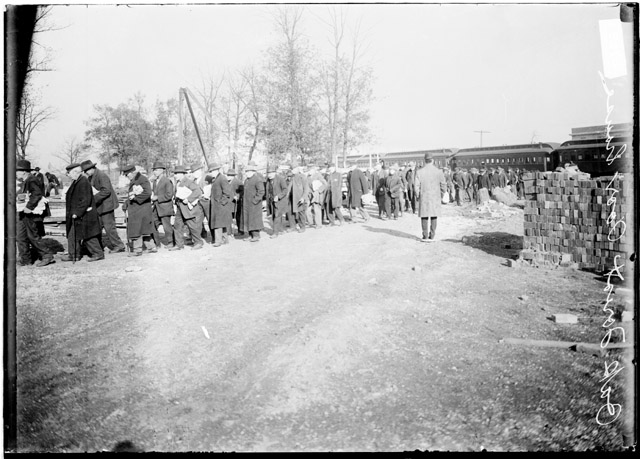
Die ersten Insassen aus Dunning treffen in Oak Forest ein (1910)

Die Geschichte von Oak Forest ist eng mit dem ehemaligen Armenhaus Oak Forest Infirmary (heute: Oak Forest Health Center) verbunden, das hier auf staatlichem Grund von 1907 bis 1910 errichtet wurde, nachdem die Bedingungen in der County Poor Farm in Dunning als nicht mehr tragbar galten. Die Einrichtung bildete praktisch den Ortskern, mit Wohngebieten westlich und nördlich davon, und Gewerbegebieten entlang von Cicero Avenue und 159th Street. Südlich und südöstlich des Krankenhauses wuchs die Stadt durch Eingemeindungen bis zur heutigen Oak Forest-Abfahrt des Interstate 57. Jedoch hatte die Stadt in den 1940er Jahren erst gut 600 Einwohner außerhalb des Krankenhauses.
Die Anlage mit ihren Gebäuden wurde von Holabird & Roche (heute Holabird & Root) entworfen, einem bedeutenden Architekturbüro aus Chicago. Bei der Fertigstellung des Oak Forest Infirmary fasste die Einrichtung knapp 2000 Personen, die dort wegen Armut, Geisteskrankheit, oder Alkoholismus untergebracht wurden. Die Insassen arbeiteten teilweise auf den umliegenden Farmen, darunter die Cook County Poor Farm. 1932 – auf dem Höhepunkt der Depression – hatte die Einrichtung mehr als 4000 Insassen, darunter 500 Tbc-Patienten. Mit der Verfügbarkeit von Social Security und anderen Hilfsprogrammen verließen in den 1940er Jahren gesunde Menschen die Einrichtung, ab den 1950er Jahren schwand auch die Bedeutung als Tbc-Klinik. Die Einrichtung verlagerte sich auf die Behandlung von chronisch Kranken, Behinderten und Geriatrie-Patienten. 1956 wurden die Oak Forest Institutions in Oak Forest Hospital umbenannt. Heute ist das Oak Forest Health Center Teil des Cook County Hospital System.